# Дедковичи
Де́дковичи (укр. Дідковичі) — село на Украине, основано в 1588 году, находится в Коростенской городской общине Житомирской области. Расположено на реке Уж.
Код КОАТУУ — 1822381601. Население по переписи 2001 года составляет 531 человек. Почтовый индекс — 11534. Телефонный код — 4142. Занимает площадь 3,57 км².